# Съкровище от Мартиновка
Съкровището от Мартиновка (украински Мартинівський скарб, руски Мартыновский клад) е археологическо откритие, състоящо се от около 120 бронзови и с проба 400 – 900 сребърни предмети. Намерени са в село Мартиновка (рус. Мартыновка, укр. Мартинівка), Каневски район на Черкаска област в Украйна.
Открито е през 1909 г. Цялата находка е била поставена в един сребърен съд, но някои предмети са загубени и унищожени. Останалите са с маса 3,3 кг. По-голямата част от съкровището се съхранява в Историческия музей на Печорската лавра в Киев; има и забележителни експонати в Британския музей. Датирано е към 6 до 7 век сл. Хр. Свързва се безспорно с индоевропейците и най-често с Антите и тогавашната Пенковска култура в епохата, когато експанзията на племената от причерноморските степи достига до Балканите, където, например при Фигурите от Велестино, се откриват негови стилови аналогии . Съкровището съдържа предмети с мъжко и женско предназначение. Мъжките са юзди, обкови за каишки на меч, византийски съдове – чаши, чиния, евхаристийна лъжичка. Най-известните артефакти са пет апликации със стилизирани образи на животни – коне и лъвове, четири неголеми антропоморфни апликации – фигурки от сребро на „танцуващи мъже“ за пришиване върху облекло или сбруя, три фибули брошки, украси за глава, шест раменни и ръчни гривни, обеци, нашийна гривна, две сребърни чаши, лъжици за причастие с печати на византийски майстори, части от чиния, коланни токи и апликации, наконечници и пр. Заради необичайния им външен вид в украинската преса понякога оприличават на инопланетяни фигурките на „танцуващите мъже“.
Анатолий Константинович Амброз, изследвайки мартиновските фигурки от VI—VII век, ги свърза с близките техни аналози, открити в Северен Кавказ до станцията Преградная на река Уруп. В тази връзка много автори свързват Мартиновската култура с номадските племена обитавали тогава Източна Европа, А. К. Амброз от своя страна свързва произхода на традицията, характерна за фигурките на лъвовете във византийските градове в Крим. Руският археолог О. А. Щеглов, продължавайки изследванията на Мартиновското съкровище на Г. В. Корзухина и А. К. Амброз, основайки се на нови данни, катологизации и типологизации на находките смята, че фигурките мартиновски тип се отнасят към „древността на антите“, достатъчно разпространени в Средното Поднепровие в VII век „от какъвто и произход тези да са били“.